# Тьосей (Тіба)

35°24′44″ пн. ш. 140°21′15″ сх. д. / 35.41222° пн. ш. 140.35417° сх. д.
Чьо́сей (яп. 長生村, ちょうせいむら, МФА: [t͡ɕoːseː muɾa]) — село в Японії, в повіті Тьосей префектури Чіба. Станом на 1 жовтня 2008 площа села становила 28,32 км². Станом на 1 січня 2009 населення села становило 14 563 осіб.